# Dariusz Jarzyna
Dariusz Jarzyna (ur. 2 lutego 1970 w Szczecinie, zm. 26 stycznia 2014) – polski pływak, mistrz i reprezentant Polski, specjalista stylu klasycznego.

## Kariera sportowa
Był zawodnikiem Stali Stocznia Szczecin. Na mistrzostwach Polski na długim basenie zdobył 23 medale, w tym 13 złotych.
- 50 m stylem klasycznym: 1 m. (1988, 1990, 1993, 1995), 2 m. (1989, 1991, 1992, 1994)
- 100 m stylem klasycznym: 1 m. (1988, 1989, 1990, 1991, 1993, 1994, 1995)
- 200 m stylem klasycznym: 1 m. (1990, 1993), 2 m. (1987, 1991, 1994, 1995), 3 m. (1992)
- 4 x 100 m stylem zmiennym: 2 m. (1992), 3 m. (1990, 1991)

Był rekordzistą Polski na basenie 50-metrowym na dystansie 100 m stylem klasycznym (5 x, do wyniku 1:03.12 w dniu 22.08.1995) i 200 m stylem klasycznym (3 x, do wyniku 2:14.79 w dniu 6.08.1993 - wynik ten dopiero w 2006 poprawił Sławomir Kuczko) i sztafecie 4 x 100 m stylem zmiennym (1 x).
Reprezentował Polskę na mistrzostwach świata i Europy. Na mistrzostwach Europy na długim basenie zajął 4. miejsce na 200 m stylem klasycznym w 1993 (z nowym rekordem Polski 2:14.79). Na mistrzostwach Europy w 1995 zajął w tej samej konkurencji 8. miejsce, z czasem 2:17.17. W 1993 zajął 7. miejsce na 200 m stylem klasycznym na mistrzostwach świata na basenie 25-metrowym. Na mistrzostwach świata na długim basenie w 1994 zakwalifikował się z 14 czasem (2:16,76) do finału B wyścigu na 200 m stylem klasycznym, w którym zajął ostatnie, 8. miejsce, z czasem 2:17,74. Na tych samych zawodach odpadł także w eliminacjach wyścigu na 100 m stylem klasycznym, z czasem 1:04.29 (24 czas eliminacji) oraz w sztafecie 4 x 100 m stylem zmiennym (pomimo rekordu Polski 3:46.71 polski zespół zajął 9. miejsce).